# 酒石酸二甲酯
酒石酸二甲酯是一种有机化合物，结构简式(HOCHCO2CH3)2，能视为一分子酒石酸与二分子甲醇形成的酯，由于有两个手性碳原子，且存在内消旋体，共有三个同分异构体。